# JR京都線
JR京都線（ジェイアールきょうとせん）は、西日本旅客鉄道（JR西日本）が管轄する東海道本線のうち、京都府京都市下京区の京都駅から大阪府大阪市北区の大阪駅までの区間に付けられた愛称である。この愛称は1988年3月13日より使用されている。ほぼ全区間で阪急電鉄の京都線とも呼ばれる京都本線と並行し、近畿日本鉄道（近鉄）にも京都線があり、阪急とは大阪駅（大阪梅田駅）で、近鉄とは京都駅で接続しているため、判別しやすいよう「JR」を冠している。
ラインカラーは青（■）であり、琵琶湖線やJR神戸線とともにアーバンネットワークの主要路線という位置づけから、JR西日本のコーポレートカラー自体がそのままラインカラーとして使われている。路線記号は A 。

## 概要
JR西日本のアーバンネットワーク（京阪神エリア）の路線のひとつである。東海道新幹線や阪急京都本線に並行して淀川右岸を走り、京都市と大阪市を結ぶ都市間連絡輸送（インターアーバン）を担う、大阪・京都への通勤・通学路線である。
新快速を中心に多くの列車がJR神戸線・琵琶湖線・湖西線と直通運転を行なっている。大阪駅 - 京都駅間 (42.8km) を新快速が最速28分で結んでおり、表定速度は92km/hと特急列車に匹敵する。全区間が方向別複々線であり、緩急分離運転が行われている。大阪駅から日本海側を縦貫して青森駅まで結ぶ路線の総称「日本海縦貫線」の一部となっており、北陸・東北・北海道方面との貨物列車や、敦賀駅で北陸新幹線に連絡する特急「サンダーバード」など日本海縦貫線の列車が数多く乗り入れる。
大阪駅から淀川を挟んで1駅北隣には東海道新幹線・山陽新幹線が乗り入れる新大阪駅が位置している。東海道新幹線、阪急京都本線と並行する区間が長く、また淀川を挟んで京阪本線が存在するが、それぞれターミナルの位置で棲み分けがなされており、直接的な競合は存在しない。通学や観光での利用も多く、上り下りともほぼ終日にわたり京阪間を移動する旅客の割合が高いため、各線とも追加料金不要のクロスシートサービスが定着しているほか、近年では有料座席指定サービスの設定・拡大も見られる。JR京都線京都駅 - 大阪駅間の1日平均利用者数は350,717人で、両都市間の利用者数では阪急京都本線の180,954人、京阪本線の162,479人と比べて圧倒的に多い。
旅客案内においては、基本的に「JR京都線」で統一されているが、駅備え付けの運賃表や一部の路線図では、括弧書きで（東海道線）と併記されている。なお新大阪駅では、列車の行先をわかりやすくするため、大阪方面行きについては直通先の「JR神戸線」「JR宝塚線」として案内される。
全区間がJR西日本近畿統括本部の管轄であり、IC乗車カード「ICOCA」のエリアに含まれているとともに、旅客営業規則の定める大都市近郊区間の「大阪近郊区間」および、電車特定区間に含まれ、区間外よりも割安な旅客運賃が適用されている。

### 路線データ

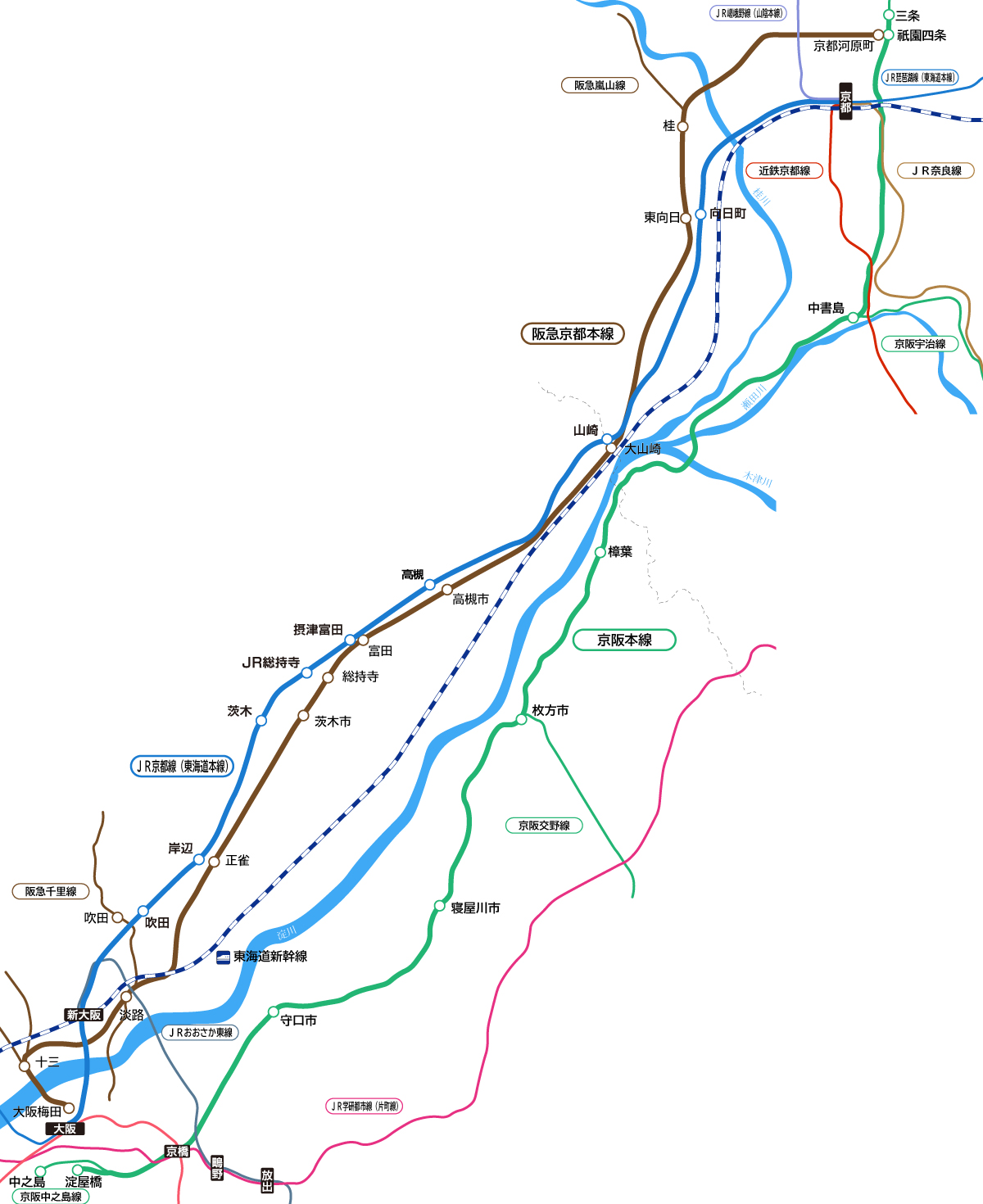
JR京都線と阪急京都本線・京阪本線の位置関係

- 管轄・路線距離（営業キロ）：全長42.8 km
  - 西日本旅客鉄道（第一種鉄道事業者）：
    - 京都駅 - 大阪駅間 42.8 km

  - 日本貨物鉄道（第二種鉄道事業者）：
    - 京都駅 - 吹田貨物ターミナル駅間 (33.7km)…吹田貨物ターミナル駅以西は貨物支線経由
- 軌間：1,067 mm
- 駅数：17（起終点駅含む・貨物駅2駅除く）
- 複線区間：
  - 複々線：京都駅 - 大阪駅間（ただし京都駅 - 向日町駅間と茨木駅 - 吹田貨物ターミナル駅間は貨物列車用の線増あり）
- 電化区間：全線電化（直流1,500 V）
- 閉塞方式：複線自動閉塞式
- 保安装置：ATS-PおよびATS-SW（拠点P方式）
- 運転指令所：大阪総合指令所
- 列車運行管理システム：JR京都・神戸線運行管理システム
- 最高速度：外側線130 km/h、内側線120 km/h
- IC乗車カード対応区間
  - ICOCAエリア：全線（全線PiTaPaポストペイサービス対象区間）
- 2020年度の混雑率：快速線98%（茨木→新大阪 6:50-7:50）、緩行線85%（茨木→新大阪 7:30-8:30）[6]

## 沿線概況
京都駅 - 向日町駅間は上下内外側線を構成する複々線と貨物線1線を加えた5線区間で、向日町駅 - 茨木駅は複々線となるが、茨木駅からは再び貨物線が分岐する。茨木駅 - 吹田貨物ターミナル駅間は5線（上下内外側線と貨物線）、吹田貨物ターミナル駅から新大阪駅にかけては上下内外側線に梅田貨物線と北方貨物線の複線を加えた8線区間となっている。
多数の欠円アーチやねじりまんぽを含む沿線の煉瓦造の鉄道橋及び隧道群（1875年 - 1876年造）は、2017年（平成29年）に「大阪京都間鉄道煉瓦拱渠群」として土木学会選奨土木遺産に選ばれている。

## 運行形態
隣接する琵琶湖線やJR神戸線と一体的に運行されており、湖西線や福知山線（JR宝塚線）との直通列車も設定されている。乗車券のみで利用できる列車は停車駅の少ない順に新快速・快速・普通（緩行電車）の3種別があり、このほかに敦賀・関西国際空港・南紀・山陰方面などへの特急列車が加わり、複々線を有効活用したパターンダイヤが組まれている。
ほぼ全線にわたり線形はきわめてよく、外側線は一部の曲線区間を除いて130km/h運転が可能である。内側線も120km/h運転に対応している。

### ダイヤ
基本的に15分サイクルで運転されており、22時（土曜・休日は21時）を過ぎると20分サイクルになる。
朝通勤時間帯下り（大阪方面）は10分サイクルが基本となっている。基本的に1サイクルに新快速が1本、快速が1本、京都駅あるいはそれ以遠始発の普通が1本、高槻駅発の普通が1本である。
昼間時間帯は、基本的に15分サイクルに新快速1本、快速1本、高槻駅発着の普通1本、京都駅発着の普通1本である。曜日・時間帯によって高槻駅 - 京都駅の普通列車の本数は変わる。
夕ラッシュ時間帯の上り（京都方面）は昼間時間帯と同様のダイヤであるが、平日の最ラッシュ時間帯において大阪始発の新快速が2本設定されており、その時間帯については新快速の運行が7.5分間隔となる。夜間は20分サイクルとなる。
| 種別＼駅名 | …         | 京都 | 京都  | …     | 高槻  | 高槻  | …     | 新大阪    | 新大阪    | …         | 大阪      | 大阪  | …           |
| ---------- | --------- | ---- | ----- | ----- | ----- | ----- | ----- | --------- | --------- | --------- | --------- | ----- | ----------- |
| 特急       | 敦賀←     | 2本  | 2本   | 2本   | 2本   | 2本   | 2本   | 2本       | 2本       | 2本       | 2本       |       |             |
| 特急       |           |      | 0-1本 | 0-1本 | 0-1本 | 0-1本 | 0-1本 | 0-1本     | 0-1本     | 0-1本     | 0-1本     | 0-1本 | →鳥取方面   |
| 特急       | 2本       | 2本  | 2本   | 2本   | 2本   | 2本   | 2本   | →関西空港 | →関西空港 | →関西空港 | →関西空港 |       |             |
| 特急       |           |      |       |       |       |       |       |           | 1本       | 1本       | 1本       | 1本   | →福知山方面 |
| 新快速     | 湖西線←   | 1本  | 1本   | 1本   | 1本   | 1本   | 1本   | 1本       | 1本       | 1本       | 1本       | 1本   | →JR神戸線   |
| 新快速     | 琵琶湖線← | 3本  | 3本   | 3本   | 3本   | 3本   | 3本   | 3本       | 3本       | 3本       | 3本       | 3本   | →JR神戸線   |
| 快速       | 琵琶湖線← | 4本  | 4本   | 4本   | 4本   | 4本   | 4本   | 4本       | 4本       | 4本       | 4本       | 4本   | →JR神戸線   |
| 普通       |           |      | 4本   | 4本   | 4本   | 4本   | 4本   | 4本       | 4本       | 4本       | 4本       | 4本   | →JR神戸線   |
| 普通       |           |      |       |       |       | 4本   | 4本   | 4本       | 4本       | 4本       | 4本       | 4本   | →宝塚方面   |

### 優等列車
JR発足後、天王寺駅発着であった南紀方面の特急や、関西国際空港アクセス列車の特急「はるか」、智頭急行線開業で運行を開始した山陰地方への特急「スーパーはくと」などが、新たに京都駅まで直通するようになった。新大阪駅 - 京都駅間は、敦賀駅で北陸新幹線と連絡する特急「サンダーバード」などと合わせて、1時間に4本程度の特急が運転される特急街道となっている。
阪和線方面と直通する特急「はるか」や「くろしお」は、下り列車が吹田貨物ターミナル駅から大阪環状線の西九条駅まで、上り列車が西九条駅から新大阪駅まで、それぞれ梅田貨物線を走行する。このため、新大阪駅で新幹線と連絡する一方で、大阪駅は経由せず通過扱いとなっていたが、2023年2月13日より、新設の大阪駅地下ホームを経由する新線に切り替えられ、同年3月18日のダイヤ改正で大阪駅（うめきたエリア）地下ホームにも停車するようになった。京都駅30番のりば発の下り列車は京都貨物駅構内を通り、向日町駅構内で下り外側線に合流するため、この区間で外側線を走る特急や新快速より所要時間が若干延びる。
この区間を走行する優等列車は2024年3月16日改正時点では以下のとおり。
- 定期列車
  - 寝台特急「サンライズ瀬戸」「サンライズ出雲」（東京駅 - 高松駅・出雲市駅間） - JR京都線内は東京行きのみ大阪駅に停車。
  - 特急「サンダーバード」（敦賀駅 - 大阪駅間）
  - 特急「らくラクびわこ」（米原駅・草津駅 - 大阪駅間）
  - 特急「はるか」（野洲駅・草津駅・京都駅 - 関西空港駅間）
  - 特急「ひだ」（高山駅 - 大阪駅間）
  - 特急「くろしお」（京都駅 - 新宮駅間）
  - 特急「スーパーはくと」（京都駅 - 鳥取駅・倉吉駅間）
  - 特急「こうのとり」（新大阪駅 - 福知山駅・豊岡駅・城崎温泉駅間）
  - 特急「らくラクはりま」（京都駅 - 網干駅間）

### 新快速
特急・急行列車以外の料金不要列車では最も停車駅の少ない速達列車である。JR京都線内の停車駅は、京都駅・高槻駅・新大阪駅・大阪駅。特に京都駅 - 高槻駅間 21.6 km は無停車となる。JR神戸線姫路駅、山陽本線網干駅・上郡駅、赤穂線播州赤穂駅からJR京都線を経由し琵琶湖線長浜駅、北陸本線近江塩津駅・敦賀駅まで直通運転している。
日中時間帯は大阪駅 - 京都駅間で1時間に4本運転されている。京都駅から先の琵琶湖線・湖西線区間ではこのうち3本が琵琶湖線草津駅・野洲駅・米原駅・近江塩津駅発着、1本が湖西線経由敦賀駅発着である。この時間帯の下り列車は京都駅を、また上り列車は大阪駅を、それぞれ毎時00・15・30・45分の15分間隔で発車し、京都駅 - 大阪駅間を28 - 29分で結んでいる。夕方ラッシュ時から21時台までは大阪駅 → 京都駅間で基本4本であるが、18時台は大阪始発の列車2本が入るため6本（最短で7分半間隔）で運行されている。大阪発18時台の敦賀行きが京都駅から湖西線経由の「快速」（おごと温泉駅にも停車）として運転する以外は、すべて琵琶湖線に直通する。このため、大阪発15 - 18時台の30分発は米原経由敦賀行きとして運転されている。
全列車が全区間で外側線を走行する。ただし、新大阪駅配線改良が行われるまでは、新大阪駅 - 大阪駅間のみ内側線を走行していた。日中は茨木駅と西大路駅で先行の普通列車を、山崎駅で先行の快速列車を追い抜く。
全列車網干総合車両所所属の225系0番台・100番台・223系1000番台・2000番台が使用されており、12両編成（平日夕方の大阪始発は8両編成）で運転されている。土曜・休日は2011年3月12日のダイヤ改正から、平日は2017年3月4日のダイヤ改正から一部を除いて、姫路駅 - 米原駅間を終日12両編成として混雑緩和を図っている。

### 快速
快速は京都駅を越え琵琶湖線や、朝の下り1本のみ湖西線と直通し、大阪駅からは朝ラッシュ時の一部を除きJR神戸線へと直通している。JR宝塚線とは直通しない。JR京都線内の停車駅は京都駅・長岡京駅・高槻駅・茨木駅・新大阪駅・大阪駅。JR京都線の全区間を快速運転する列車は、下りは京都発基準で朝5時台から8時過ぎまでの15本（土曜・休日は5・6時台の6本）、上りは大阪発基準で朝5 - 7時台の6本（土曜・休日は5・6時台の4本）のみで、日中以降のJR京都線での快速運転区間は高槻駅 - 大阪駅間であり、京都駅 - 高槻駅間は各駅に停車する「普通」として運転している。2003年11月28日までは全区間で快速運転する列車に須磨駅・垂水駅・舞子駅を通過する設定があった。
平日朝は高槻駅→大阪駅間で外側線を走行しており、223系1000・2000番台と225系0番台・100番台を用いて130km/hで走行する。朝ラッシュ時間帯大阪方面行きはおおむね8分間隔の運転である。日中から夜21時台にかけては大阪駅 - 京都駅間で1時間に4本が運転されており、この時間帯の高槻駅 - 京都駅間の各駅での停車本数は4 - 8本（時間帯によって変動する）である。京都駅から先の琵琶湖線区間では野洲駅・米原駅発着の交互運行である。この時間帯の下り列車は京都駅を毎時09・24・39・54分、また上り列車は大阪駅を毎時08・23・38・53分の15分間隔で発車し、京都駅 - 大阪駅間を41分で結んでいる。日中は後続の新快速に対して、上り列車は大阪駅から琵琶湖線の栗東駅まで、下り列車は京都駅から茨木駅まで先着する。
平日の日中以降および土曜・休日ダイヤでは内側線を走行する。2006年3月17日までは全区間で快速運転を行い、外側線を走行する大阪発17時台の快速野洲行きが運行されていた。2004年10月15日までは17 - 19時台の50分発で、野洲駅・草津線柘植駅・湖西線近江今津駅にそれぞれ直通していた。
車両は網干総合車両所所属の223系1000番台・2000番台・6000番台および225系0番台・100番台が使用されており、6・8・10・12両編成で運転されている。日中は6・8両編成が多く、それ以外の時間帯は10・12両が多い。

### 普通
「普通」は各駅に停車する列車であるが、ここではJR京都線内の全区間で「普通」として運転される列車について解説する（高槻以東のみ各駅に停車する列車については前節を参照）。国鉄時代の通称である京阪神緩行線（緩行電車）と呼ばれることがある。全区間で内側線を走行する。
日中から21時台までは1時間に8本運転されている。日中は8本とも高槻駅発着であるが、夕方ラッシュ時から21時台までは高槻駅・京都駅発着が4本ずつ運転されている。土曜・休日ダイヤの11・12時台では高槻駅・京都駅発着が4本ずつの運行である。大阪駅から（まで）はJR神戸線須磨・西明石方面、JR宝塚線宝塚・新三田方面（2020年3月14日のダイヤ改正より、概ね下り10  - 14時台・上り12 - 16時台は宝塚駅発着に短縮された）と直通する列車が交互に運行されている。下り列車は大阪駅よりJR神戸線方面とJR宝塚線方面に向かう列車で方向幕の色をそれぞれ変えている。
後続の新快速に対して上り列車は大阪駅から高槻駅または西大路駅まで、下り列車は京都駅から東淀川駅まで先着、朝ラッシュ時以外は大阪駅 - 京都駅間では後続の快速より先着し、朝ラッシュ時も高槻駅 - 京都駅間は後続の快速より先着する。下りのJR宝塚線直通列車は東淀川駅 - 塚本駅間で新快速と並走し、新大阪駅・大阪駅ではそれぞれ同一ホームで連絡している（平日朝夕を除く）。
大阪発で平日ダイヤの朝7時台に琵琶湖線直通草津行きが1本設定されている。また、平日朝の高槻発2本はJR神戸線加古川行きとして運行されている。
区間列車として、高槻発4時と平日6時台に京都行きの設定がある。また、毎日朝には大阪駅 - 吹田駅間の列車が1往復設定されている。
車両は、網干総合車両所所属の207系・321系電車が使用され、すべて7両編成で運転されている。
1972年3月15日の新幹線の岡山駅までの開業に伴うダイヤ改正で、昼間15分パターンのダイヤが生まれた。当時は大阪駅 - 吹田駅間で1時間に8本、吹田駅 - 京都駅間で1時間に4本の運行であった。上り京都方面を例にすると、新快速・快速（大阪駅で新快速待避）・普通（甲子園口発京都行き）・普通（西明石発吹田行き）の順に大阪駅を発車するパターンが15分ごとに繰り返される。普通が西明石駅 - 吹田駅間と甲子園口駅 - 京都駅間に系統分割されたのは、当時の新快速が内側線を走行していたためである。なお、朝晩時間帯には高槻駅発着の列車も運転されていた。
1985年3月14日の改正で日中の快速が高槻駅 - 京都駅間で各駅に停車するようになり、この時間帯の運転区間は大阪駅 - 高槻駅間となった。201系の投入によりスピードアップが図られ、大阪駅 - 吹田駅間で1時間に6本、吹田駅 - 高槻駅間で1時間に4本の運行となった。朝・夕方の一部列車は草津駅まで延長運転されるようになった。1986年11月1日改正では新快速が外側線運転に変更されたことに伴い、日中時間帯は高槻駅発着に統一され、運行本数も1時間に8本に増発された。
1994年3月1日に、207系が運用を開始するとともに、湖西線堅田始発の列車が運行されるようになった。京都駅ビル開業の1997年9月1日の改正で日中の高槻駅発着の半数が京都駅発着に延長され、2002年10月5日改正でJR神戸線直通系統が京都駅発着、JR宝塚線発着系統は高槻駅発着に統一された。2004年10月16日の改正で、琵琶湖線野洲駅と湖西線近江今津駅発着の列車が運行されるようになった。
2010年3月13日改正で日中の高槻駅 - 京都駅間の運行本数が1時間に2本に減便された。2011年3月12日改正で朝のJR宝塚線からの上りと下り尼崎行きの1往復が吹田駅発着に変更されたのち、2013年3月16日改正で現在の形態となっている。
2015年3月14日改正時点で、大阪発毎日21時台には湖西線近江舞子行きが設定されていたほか、湖西線堅田を毎日6時台に出発して大阪方面へ向かう列車が設定されていたが、2016年3月26日のダイヤ改正で湖西線と直通しJR京都線内全線を普通として運転される列車はなくなった。

#### 女性専用車
平日・休日にかかわらず毎日、始発から終電まで、207系の加古川・西明石・須磨側から5両目と321系の5号車に女性専用車が設定されている。なお、ダイヤが乱れた際などに女性専用車の設定が解除されることがある。
JR京都線では2002年12月2日から女性専用車を導入し、始発から9時00分と17時00分から21時00分まで設定されていたが、2011年4月18日からは平日・休日にかかわらず毎日、始発から終電まで女性専用車が設定されるようになった。なお、京都駅を越えてJR京都線と琵琶湖線を直通および京都駅発の琵琶湖線内のみ運転する207系・321系による列車についても列車の運転全区間において女性専用車の設定は維持される。

#### 大晦日終夜運転
大晦日深夜から元旦にかけて、JR京都線では全線（運転区間は京都駅 - JR神戸線西明石駅間）で普通のみ約30分間隔で終夜運転が実施されている。かつては奈良線にも乗り入れ、奈良駅 - （奈良線経由） - 京都駅 - 大阪駅 - 西明石駅間で運転されていたこともあったが、奈良線への乗り入れは1999年度限りで終了している。

### 貨物列車
貨物列車は全列車、茨木駅構内で分岐し、吹田貨物ターミナル駅を経由する貨物線で運転されている。
山陽本線と直通する貨物列車は、吹田貨物ターミナル駅 - 宮原操車場 - 尼崎駅間の通称北方貨物線を経由する。桜島線安治川口駅への貨物列車は吹田貨物ターミナル駅から大阪駅地下ホームを経て、大阪環状線西九条駅に至る梅田貨物線を通る。

## 使用車両
国鉄分割民営化後の使用車両を記述する。

### 現在の車両

#### 優等列車
電車
- 287系：特急「くろしお」として京都駅 - 新大阪駅間で、特急「こうのとり」として新大阪駅 - 大阪駅間で運用されている。
- 289系：特急「くろしお」として京都駅 - 大阪駅間で、特急「こうのとり」「らくラクはりま」として新大阪駅 - 大阪駅間で運用されている。
- 283系：特急「くろしお」として京都駅 - 新大阪駅間で運用されていたが、運行区間の縮小で運行線区外となっていた。大阪駅地下ホームの開業に伴い、別線ながらJR京都線区間にあたる新大阪駅 - 大阪駅間での運行が復活した。吹田駅（吹田総合車両所） - 新大阪駅間を回送列車として運行する場合がある。
- 281系・271系：特急「はるか」として京都駅 - 大阪駅間で運用されている。
- 285系：寝台特急「サンライズ瀬戸」「サンライズ出雲」として京都駅 - 大阪駅間で運用されている。
- 681系・683系：特急「サンダーバード」・特急「らくラクびわこ」として京都駅 - 大阪駅間で運用されている。
- 117系：臨時寝台特急「WEST EXPRESS 銀河」や団体臨時列車として京都駅 - 大阪駅間で運用されている。

気動車
- キハ189系：特急「らくラクびわこ」として京都駅 - 大阪駅間で運用されている。
- HC85系：特急「（ワイドビュー）ひだ」として京都駅 - 大阪駅間で運用されている。
- HOT7000系：特急「スーパーはくと」として京都駅 - 大阪駅間で運用されている。

このほか、大阪駅 - 向日町操車場間では回送列車として「はまかぜ」や「サンダーバード」の一部列車が運転されている。「サンダーバード」は、大阪駅到着後そのまま神戸方面へ発車し、塚本駅から北方貨物線に入り、茨木駅構内でJR京都線（外側線）に合流する（出区のときはこの逆ルート）。この場合、JR京都線内は編成の向きが逆向きになる。

#### 快速・普通列車
すべて電車で運転されている。
- 225系（0・100番台）
  - 網干総合車両所（本所）の車両が使用されている。2010年12月1日から新快速・快速（高槻駅 - 京都駅間を普通として運転する列車も含む）で営業運転を開始した[20]。
- 223系（1000・2000・6000番台）
  - 網干総合車両所の車両が使用されている。1995年8月12日から運用を開始し、新快速・快速（高槻駅 - 京都駅間を普通として運転する列車も含む）に使用されている。なお、6000番台は221系との併結を前提に221系と同等の車両性能に固定されており、新快速には充当されない。
- 207系・321系
  - 207系は1994年3月1日から[21]、321系は2005年12月1日から運用を開始した。いずれも網干総合車両所（明石支所）の車両を使用し、普通（京阪神緩行線）として運転されている。

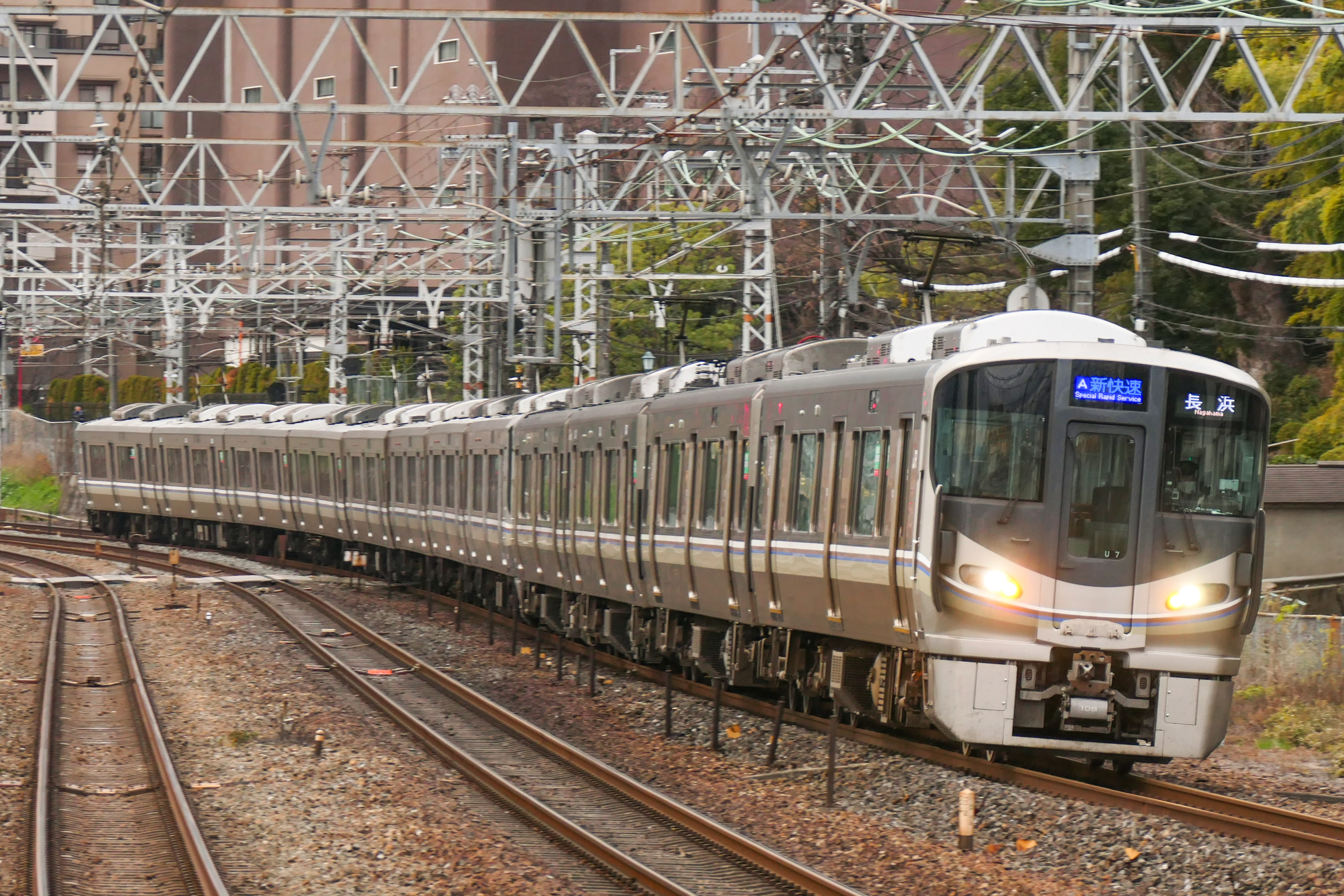
225系100番台
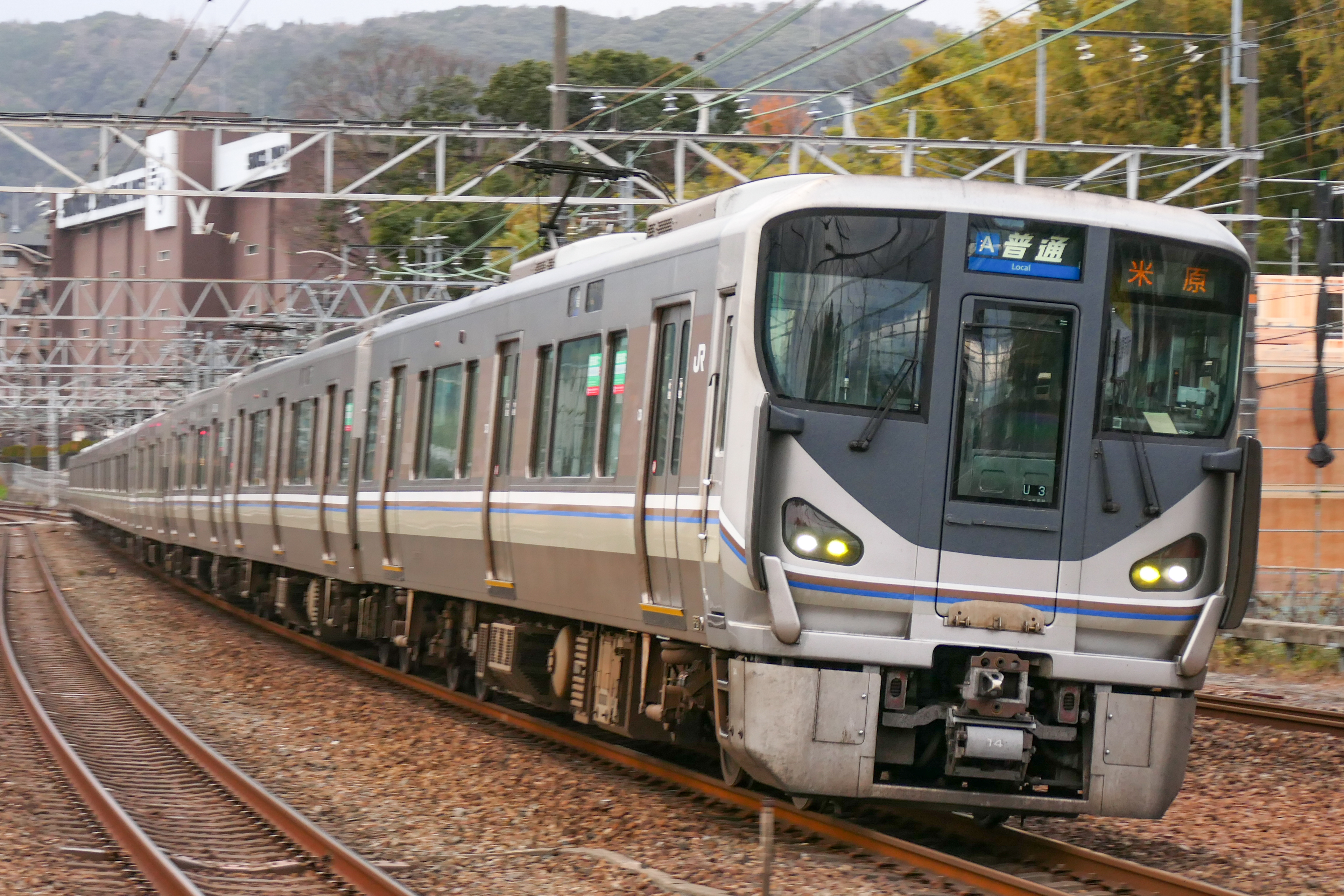
225系0番台
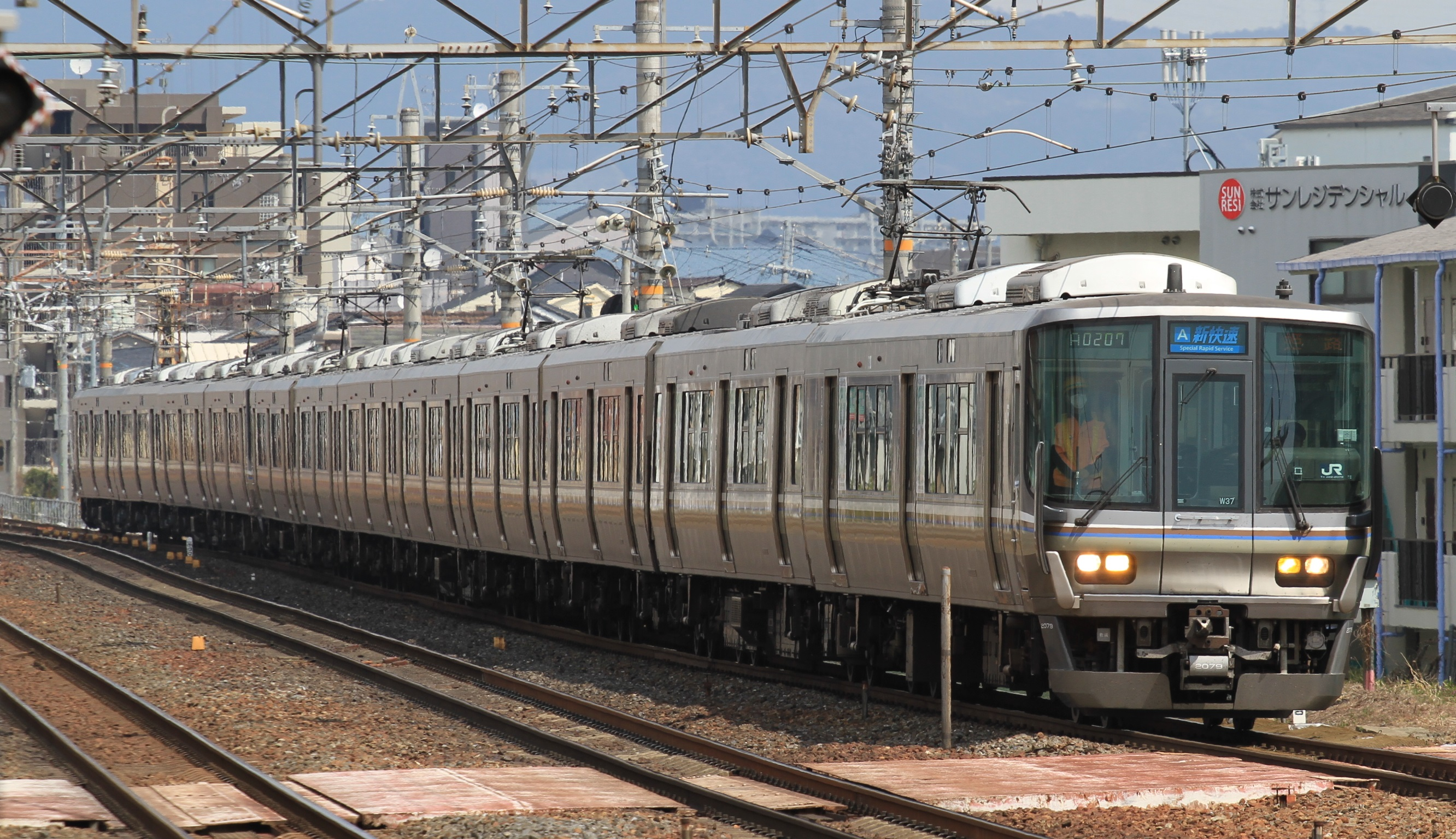
223系2000番台
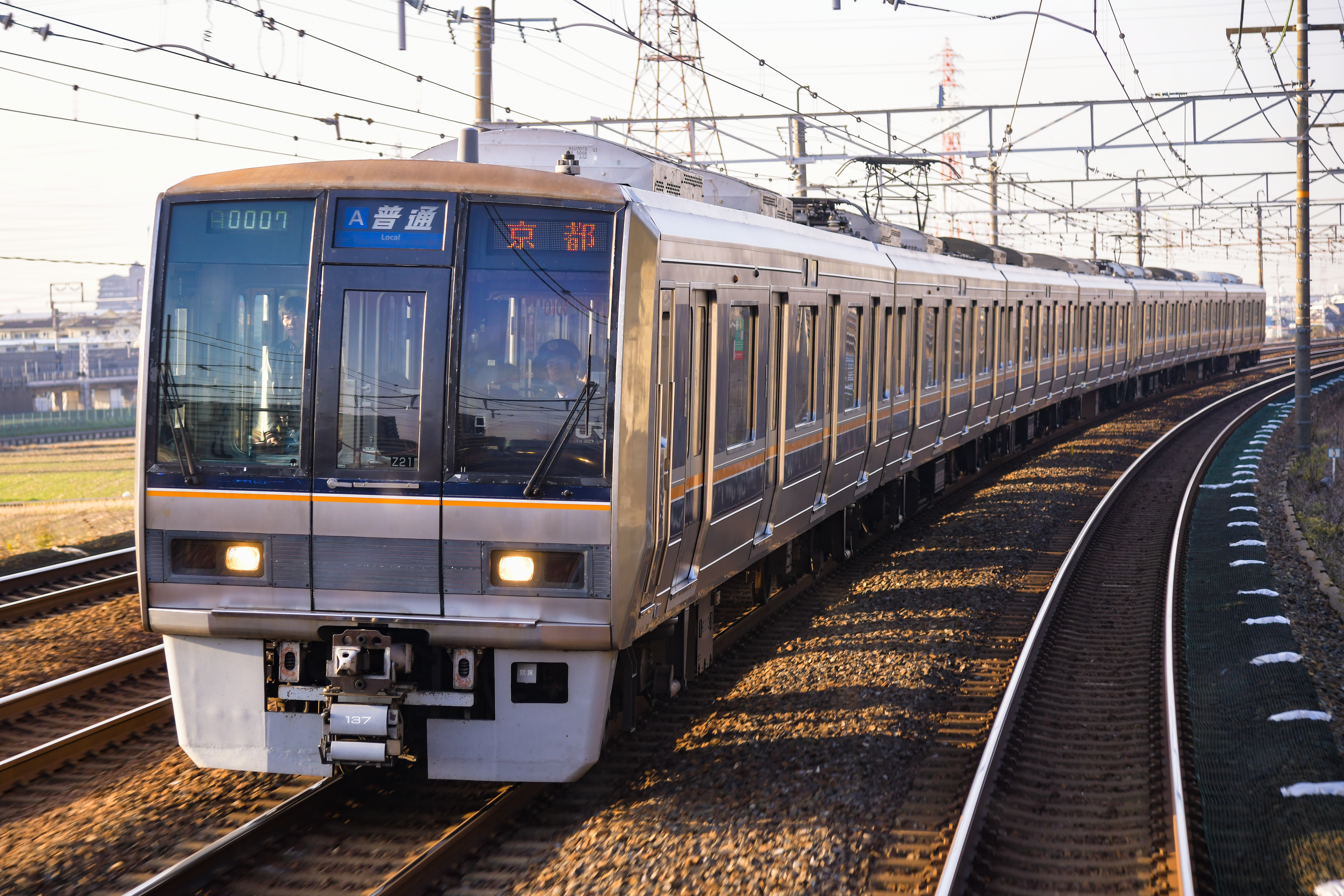
207系
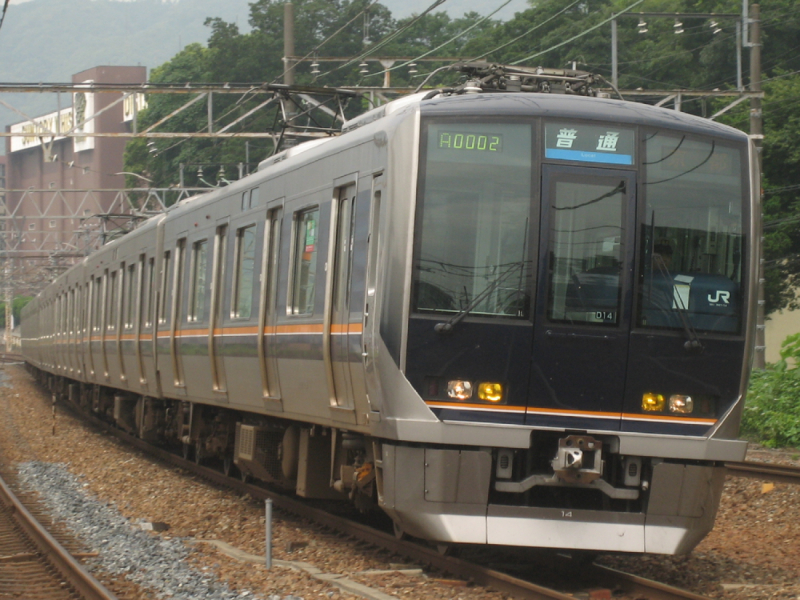
321系

### 過去の車両

#### 優等列車
電車
- 381系：特急「くろしお」として京都駅 - 新大阪駅間で、特急「こうのとり」として新大阪駅 - 大阪駅間で、特急「しなの」として京都駅 - 大阪駅間で運用されていた。
- 485・489系電車：特急「雷鳥」として京都駅 - 大阪駅間で運用されていた。
- 583系：急行（2012年3月 - 2013年1月まで臨時急行）「きたぐに」として京都駅 - 大阪駅間で運用されていた。
- 383系：特急「（ワイドビュー）しなの」として京都駅 - 大阪駅間で運用されていたが、運用区間の縮小で運行線区外となった。

気動車
- 181系：特急「はくと」として京都駅 - 大阪駅間で運用されていた。
- キハ85系：特急「（ワイドビュー）ひだ」として京都駅 - 大阪駅間で運用されていた。

電気機関車
- EF81形：寝台特急「日本海」、臨時寝台特急「トワイライトエクスプレス」の牽引機関車として京都駅 - 大阪駅間で運用されていた。
- EF65形：寝台特急「なは」、寝台特急「彗星」、寝台特急「あかつき」、寝台急行「銀河」の牽引機関車として京都駅 - 大阪駅間で運用されていた。
- EF66形：寝台特急「なは」、寝台特急「彗星」、寝台特急「あかつき」の牽引機関車として京都駅 - 大阪駅間で運用されていた。

客車
- 24系：寝台特急「日本海」、臨時寝台特急「トワイライトエクスプレス」、寝台特急「なは」、寝台特急「彗星」、寝台急行「銀河」として京都駅 - 大阪駅間で運用されていた。
- 14系：寝台特急「あかつき」として京都駅 - 大阪駅間で運用されていた。

#### 普通・快速列車
国鉄分割民営化以降は、すべて電車での運転。
- 113系
  - 宮原電車区・網干総合車両所の車両が6両・7両・8両・11両・12両編成で大垣駅 - 姫路方面間の快速に、また京都総合運転所の車両が4両・8両・12両で湖西線・草津線からの直通として大阪駅まで運転されていたが、最後まで残った網干車の運転が2004年10月16日のダイヤ改正により廃止された[22]。113系自体は京都駅 - 向日町駅間で湖西線・草津線での運用のために、回送として運転されていたが、2023年4月1日を持って湖西線・草津線での定期運用も終了した。
- 117系
  - 1980年より主に新快速として運用され、1990年3月からは最高115km/h運転を開始した。1991年3月16日のダイヤ改正で日中の新快速が221系で統一され、最高120km/h運転を開始して以降は、一部が8両編成を組成して快速に充当されていたが、1992年からの岡山地区への転用により当路線の快速運用から撤退した。その後も新快速運用は朝と深夜の一部列車が残存したが、1999年5月10日のダイヤ改正での、朝ラッシュ時の223系新快速における最高130km/h運転の開始に伴い、前日の9日限りで当路線での定期運用を終了した。113系と同様、京都駅 - 向日町駅間では回送として運転されていた。
- 103系
  - 明石電車区・高槻電車区・宮原総合運転所の車両を使用し、普通（京阪神緩行線）として運用していたが、高速化やJR東西線の開業を見越して207系に置き換えられ、JR宝塚線直通を除いて1994年3月1日に運用が廃止された。1995年9月1日に新大阪行き・吹田駅始発運用が設定され、1997年3月8日に高槻駅始発、そして9月1日に京都駅発着運用が復活したが、207系2000番台の増備に伴い、2003年8月14日をもって当路線での運用は一旦廃止された。その後、JR福知山線脱線事故の影響で2005年8月1日より森ノ宮電車区から宮原総合運転所に103系を借り入れて運用に復帰、9月には東日本旅客鉄道（JR東日本）から103系を購入した編成が運用を開始し、321系の運用が始まる前日の2005年11月30日まで使用された。
- 201系
  - 明石電車区・高槻電車区・網干総合車両所の車両を使用し、普通（京阪神緩行線）として運用されていたが、321系投入により普通の最高速度を120km/hに統一するため、森ノ宮電車区および奈良電車区に転属して2007年3月17日限りで運用が廃止された。
- 205系（0番台）
  - 網干総合車両所の車両を使用し、普通（京阪神緩行線）として運用されていたが、321系投入に伴い、2006年2月7日限りで運用が廃止され、日根野電車区（現：吹田総合車両所日根野支所）に転属して阪和線運用に就いた。その後、おおさか東線直通快速に207・321系を充当[* 2]するための補充として、宮原総合運転所（現：網干総合車両所宮原支所）に転属のうえ、2011年3月12日より平日朝ラッシュ時の京都駅・高槻駅 - 尼崎駅間限定で4編成すべて運用に復帰した[23]。スカイブルーの帯色を207系・321系に準じた濃紺とオレンジに変更し、順次体質改善工事が施行されたが、2013年3月16日のダイヤ改正での朝ラッシュ時の運転本数見直しにより撤退し、再度阪和線に転属した[24][25]。
- 221系
  - 網干総合車両所（本所）の車両が使用されていた。1989年に新快速で運用開始。2000年の新快速での定期運用終了後も、快速（高槻駅 - 京都駅間を普通として運転する列車も含む）で運用され、223系との併結も見られた。2024年3月16日のダイヤ改正で運用を終了した[26]。
  - なお、嵯峨野線・湖西線・草津線で運用される吹田総合車両所京都支所所属車が、京都駅 - 向日町操車場（吹田総合車両所京都支所）間で回送として運転されている。また、吹田総合車両所出場試運転などで、吹田駅 - 向日町操車場間を走行することもある。

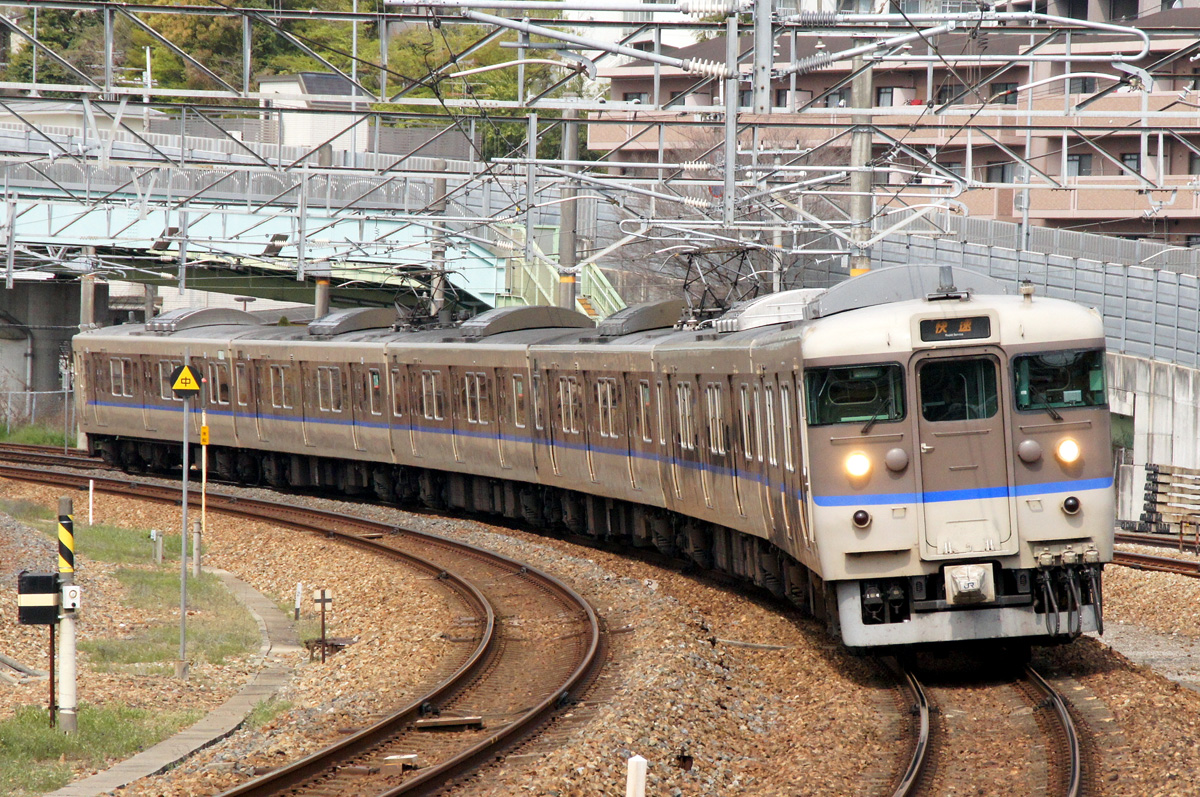
113系（画像はJR宝塚線）
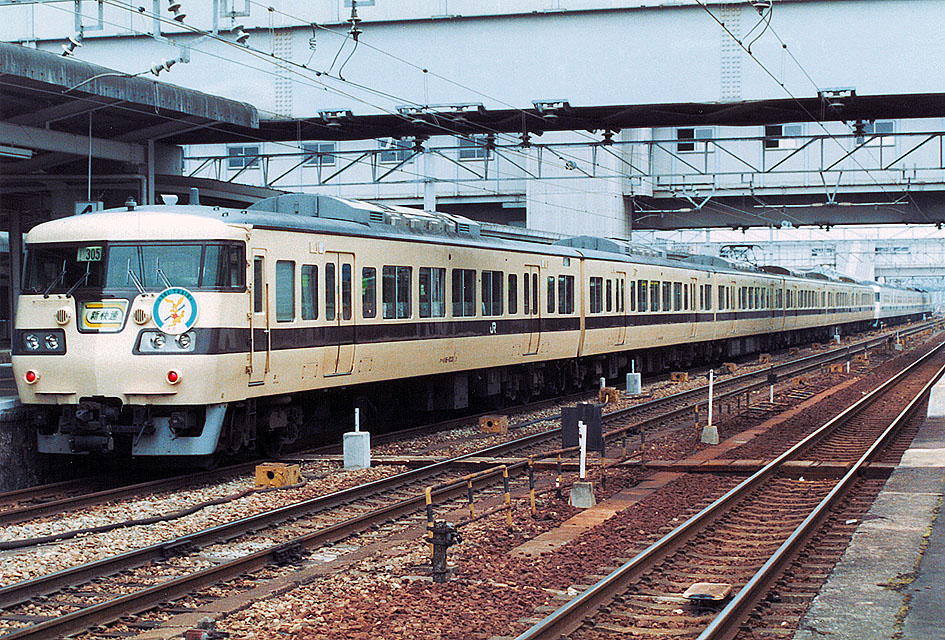
117系
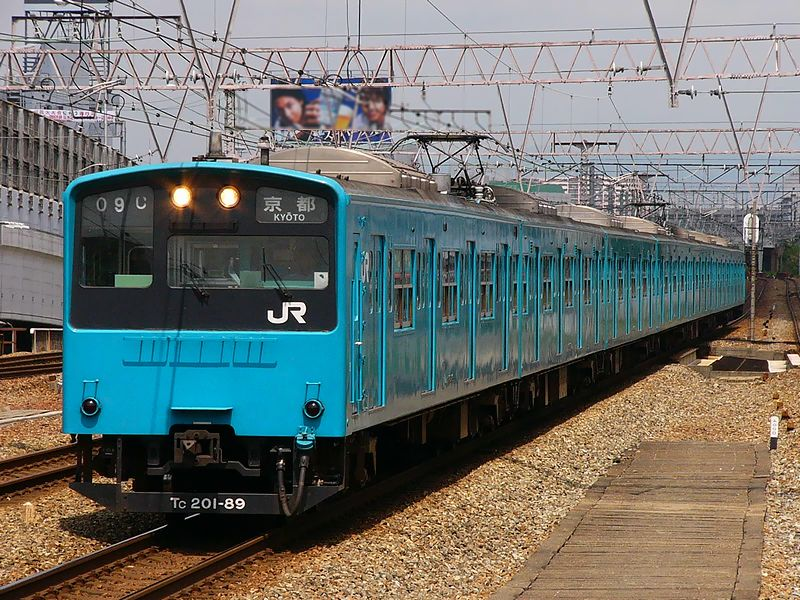
201系
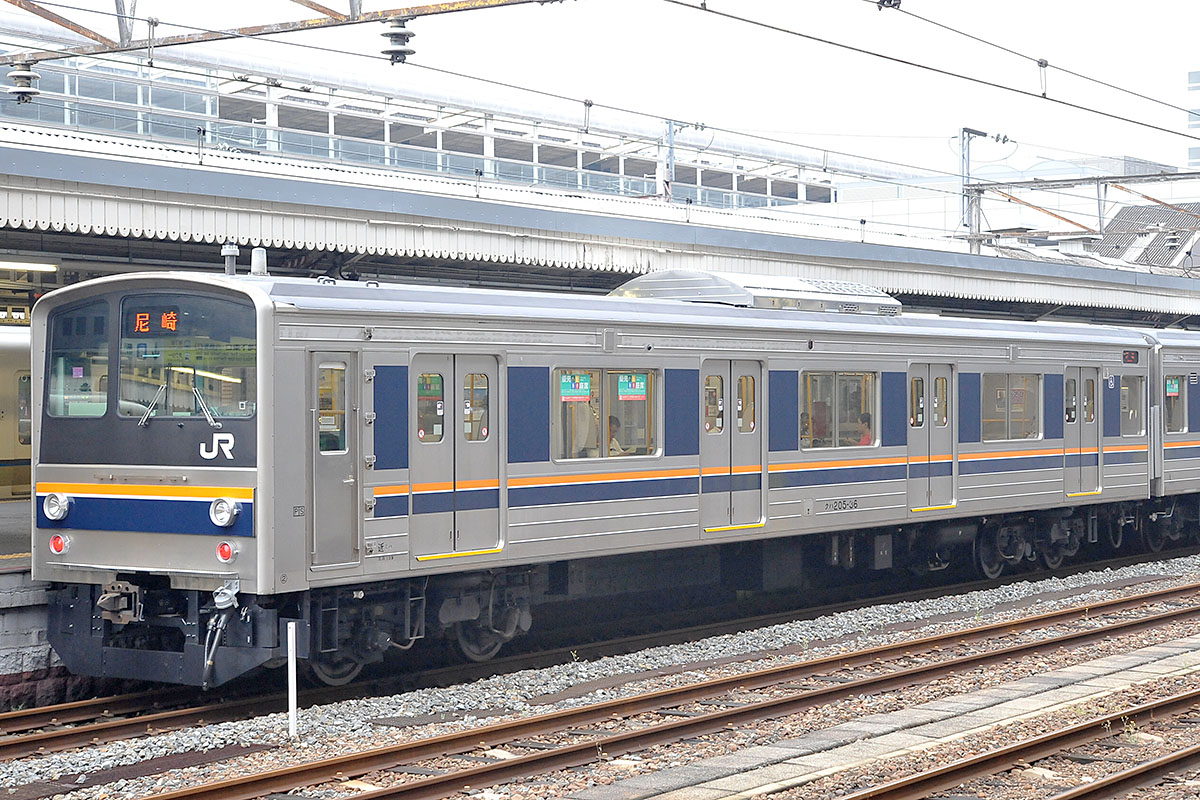
205系0番台
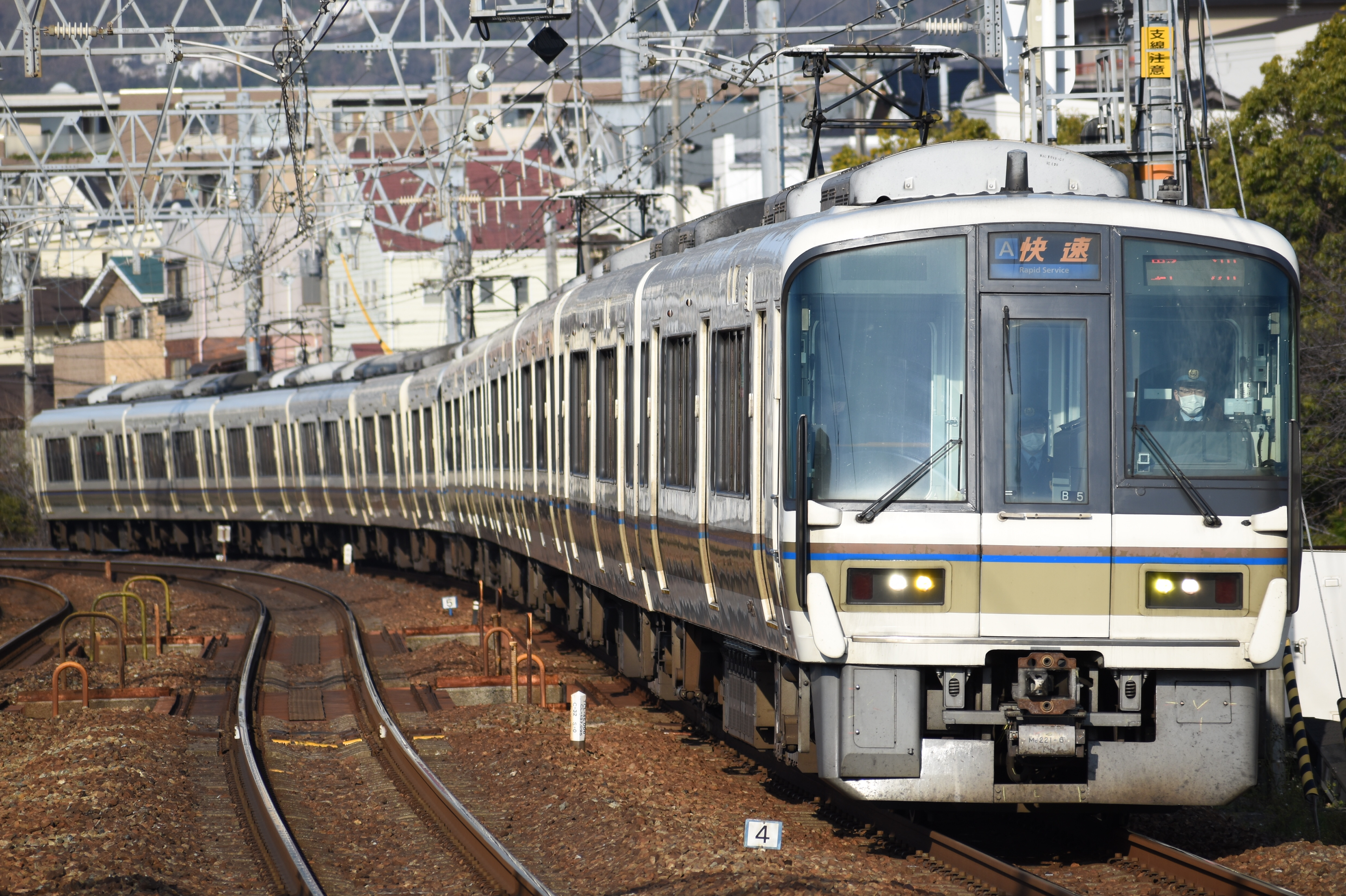
221系

## 駅一覧
以下では、JR京都線内にある各停車場（駅・信号場）の営業キロ、停車列車、接続路線を一覧表で示す。廃駅・廃止信号場については「東海道本線#廃駅」を参照。
- 駅名
  - （貨）＝貨物専用駅
  - 特定都区市内制度適用範囲の駅：京＝京都市内、阪＝大阪市内
- 停車駅
  - 普通：すべての旅客駅に停車（表中省略）
  - 快速・新快速：●印の駅は全列車停車、○印の駅は朝ラッシュ終了以降停車、｜印の駅は全列車通過
    - 快速は、高槻駅または京都駅から琵琶湖線米原方面は普通として運転

  - 特急：#優等列車に挙げられている各列車記事参照
- 接続路線：駅名が異なる場合は⇒印で駅名を示す。
- 線路は、全区間方向別複々線
- 駅ナンバーは2018年3月17日より導入[27]、北陸本線と琵琶湖線からの通し番号となっている。

| 駅ナンバー | 駅名・信号場名             | 駅間 営業 キロ | 累計営業キロ | 累計営業キロ | 累計営業キロ | 快速 | 新快速 | 接続路線 | 所在地 | 所在地          | 所在地          |
| 駅ナンバー | 駅名・信号場名             | 駅間 営業 キロ | 京都 から    | 米原 から    | 東京 から    | 快速 | 新快速 | 接続路線 | 所在地 | 所在地          | 所在地          |
| ---------- | -------------------------- | -------------- | ------------ | ------------ | ------------ | ---- | ------ | --- | ------ | --------------- | --------------- |
| JR-A31     | 京都駅 京                  | -              | 0.0          | 67.7         | 513.6        | ●    | ●      | 西日本旅客鉄道： 東海道本線（琵琶湖線）・ 湖西線（JR-B31）・ 山陰本線（嵯峨野線: JR-E01）・ 奈良線（JR-D01） 東海旅客鉄道： 東海道新幹線 近畿日本鉄道：B 京都線（B01） 京都市営地下鉄： 烏丸線（K11） | 京都府 | 京都市          | 下京区          |
|            | （貨）京都貨物駅           | 1.8            | 1.8          | 69.5         | 515.4        | ｜   | ｜     | | 京都府 | 京都市          | 下京区          |
| JR-A32     | 西大路駅 京                | 0.7            | 2.5          | 70.2         | 516.1        | ○    | ｜     | | 京都府 | 京都市          | 南区            |
| JR-A33     | 桂川駅（久世） 京          | 2.8            | 5.3          | 73.0         | 518.9        | ○    | ｜     | | 京都府 | 京都市          | 南区            |
| JR-A34     | 向日町駅                   | 1.1            | 6.4          | 74.1         | 520.0        | ○    | ｜     | | 京都府 | 向日市          | 向日市          |
| JR-A35     | 長岡京駅                   | 3.7            | 10.1         | 77.8         | 523.7        | ●    | ｜     | | 京都府 | 長岡京市        | 長岡京市        |
| JR-A36     | 山崎駅                     | 4.0            | 14.1         | 81.8         | 527.7        | ○    | ｜     | | 京都府 | 乙訓郡 大山崎町 | 乙訓郡 大山崎町 |
| JR-A37     | 島本駅                     | 2.2            | 16.3         | 84.0         | 529.9        | ○    | ｜     | | 大阪府 | 三島郡 島本町   | 三島郡 島本町   |
| JR-A38     | 高槻駅                     | 5.3            | 21.6         | 89.3         | 535.2        | ●    | ●      | | 大阪府 | 高槻市          | 高槻市          |
| JR-A39     | 摂津富田駅                 | 2.9            | 24.5         | 92.2         | 538.1        | ｜   | ｜     | | 大阪府 | 高槻市          | 高槻市          |
| JR-A40     | JR総持寺駅                 | 1.7            | 26.2         | 93.9         | 539.8        | ｜   | ｜     | | 大阪府 | 茨木市          | 茨木市          |
| JR-A41     | 茨木駅                     | 2.0            | 28.2         | 95.9         | 541.8        | ●    | ｜     | | 大阪府 | 茨木市          | 茨木市          |
| JR-A42     | 千里丘駅                   | 2.9            | 31.1         | 98.8         | 544.7        | ｜   | ｜     | | 大阪府 | 摂津市          | 摂津市          |
| JR-A43     | 岸辺駅                     | 1.7            | 32.8         | 100.5        | 546.4        | ｜   | ｜     | | 大阪府 | 吹田市          | 吹田市          |
|            | （貨）吹田貨物ターミナル駅 | 0.9            | 33.7         | 101.4        | 547.3        | ｜   | ｜     | 西日本旅客鉄道：東海道本線貨物支線（梅田貨物線・北方貨物線）・片町線貨物支線（城東貨物線） 日本貨物鉄道：東海道本線貨物支線（大阪貨物ターミナル駅方面） | 大阪府 | 吹田市          | 吹田市          |
| JR-A44     | 吹田駅                     | 1.5            | 35.2         | 102.9        | 548.8        | ｜   | ｜     | | 大阪府 | 吹田市          | 吹田市          |
| JR-A45     | 東淀川駅 阪                | 3.1            | 38.3         | 106.0        | 551.9        | ｜   | ｜     | | 大阪府 | 大阪市          | 淀川区          |
| JR-A46     | 新大阪駅 阪                | 0.7            | 39.0         | 106.7        | 552.6        | ●    | ●      | 西日本旅客鉄道： 山陽新幹線・ おおさか東線（JR-F02）・東海道本線貨物支線（梅田貨物線） 東海旅客鉄道： 東海道新幹線 大阪市高速電気軌道： 御堂筋線（M13） | 大阪府 | 大阪市          | 淀川区          |
| JR-A47     | 大阪駅 阪                  | 3.8            | 42.8         | 110.5        | 556.4        | ●    | ●      | 西日本旅客鉄道： 東海道本線（JR神戸線）・ 福知山線（JR宝塚線: JR-G47）・ 大阪環状線（JR-O11）・ おおさか東線（JR-F01）・東海道本線貨物支線（梅田貨物線）・ JR東西線（北新地駅: JR-H44） 阪急電鉄： 京都本線・ 宝塚本線・ 神戸本線（大阪梅田駅:HK-01） 阪神電気鉄道： 本線（大阪梅田駅:HS 01） 大阪市高速電気軌道： 御堂筋線（梅田駅:M16）・ 谷町線（東梅田駅:T20）・ 四つ橋線（西梅田駅:Y11） | 大阪府 | 大阪市          | 北区            |

1. ↑  JR神戸線の尼崎駅、琵琶湖線の山科駅でも同様の案内が見られる。
2. ↑  当時はJR東西線経由尼崎駅発着で、北新地駅への4扉車用ホームドア設置に伴う措置。
3. ↑  北陸本線敦賀駅まで直通運転。
4. ↑  湖西線の正式な起点は東海道本線（琵琶湖線）山科駅だが、運行形態上は全列車が京都駅に乗り入れている。北陸本線敦賀駅まで直通運転。
5. ↑  山陽本線上郡駅及び赤穂線播州赤穂駅まで直通運転。
6. ↑  福知山線の正式な起点は尼崎駅だが、運転系統としての「JR宝塚線」は全列車が東海道本線（JR神戸線）経由で大阪駅まで乗り入れる。
7. ↑  おおさか東線の正式な起点は新大阪駅だが、運転系統としての「おおさか東線」は全列車が東海道本線貨物支線（梅田貨物線）経由で大阪駅（うめきたエリア）まで乗り入れる。
8. ↑  大阪駅と北新地駅の間は徒歩連絡の特例がある（JR東西線#乗車制度を参照）。
9. ↑  運転系統としての「京都本線」。同線の正式な起点は十三駅。

- 直営駅（15駅）
  - 京都駅・西大路駅・桂川駅・向日町駅・長岡京駅・高槻駅・摂津富田駅・JR総持寺駅・茨木駅・千里丘駅・岸辺駅・吹田駅・東淀川駅・新大阪駅・大阪駅
- 業務委託駅（2駅）
  - JR西日本交通サービス
    - 山崎駅・島本駅

### 過去の接続路線
- 京都駅：京都市電（京都駅前駅）
  - 堀川線 - 1961年8月1日廃止
  - 伏見線 - 1970年4月1日廃止
  - 烏丸線 - 1977年10月1日廃止
  - 河原町線 - 1978年10月1日廃止
- 西大路駅：京都市電西大路線（西大路駅前駅） - 1978年10月1日廃止

## 新駅設置計画
高槻市は、高槻駅 - 島本駅間の新駅設置を検討している。

## 連続立体交差事業
摂津富田駅付近（区間は、JR総持寺駅東付近から川西中学校東付近まで）において、連続立体交差事業（鉄道高架化）の事業化を進める計画がある。